# Pungcha

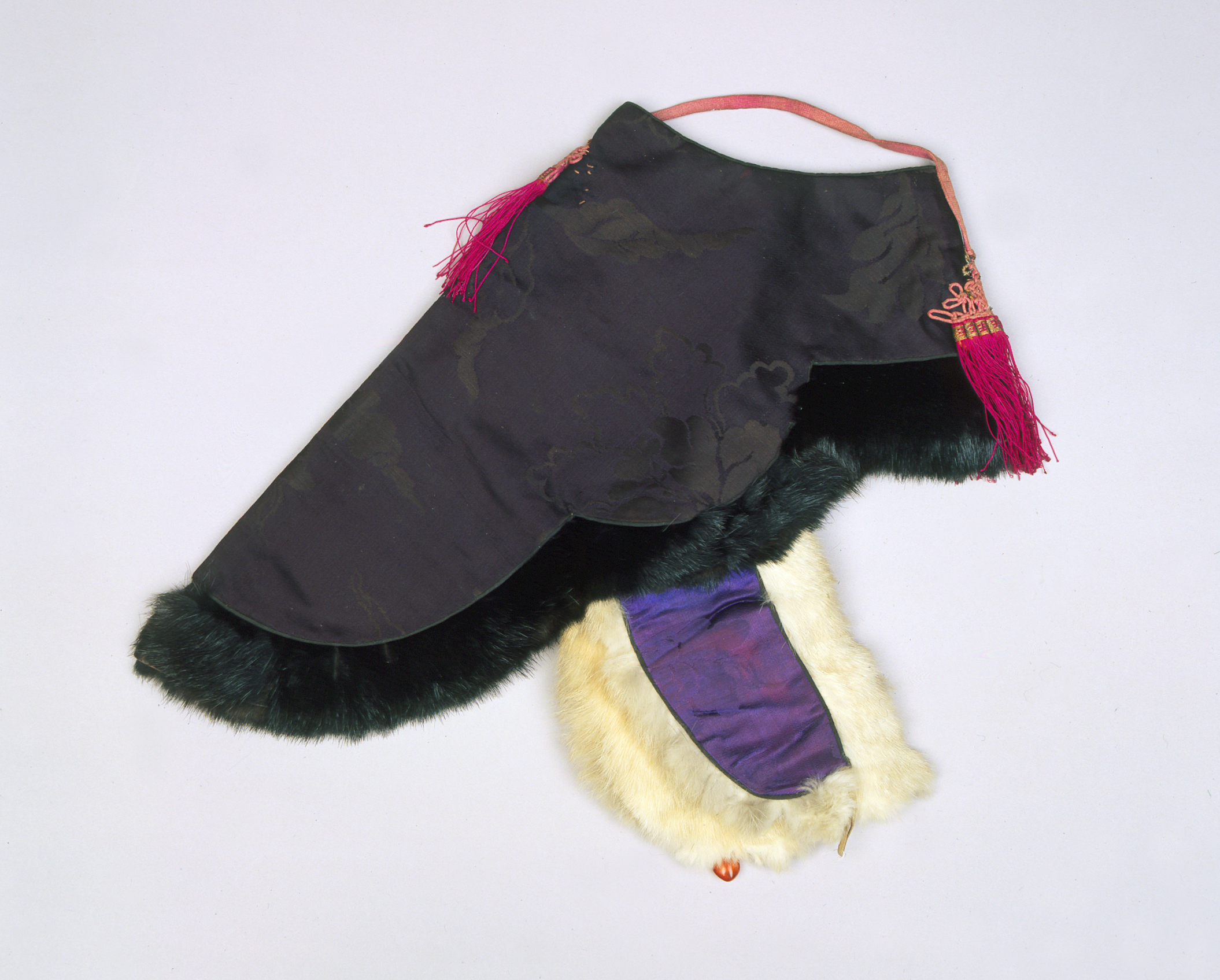
Fotografía de un Pungcha, un tipo de sombrero de invierno tradicional coreano tanto para hombres como para mujeres durante el período Joseon

Un pungcha es un tipo de gorra tradicional coreano de invierno que utilizan tanto hombres y mujeres durante el período Joseon para protegerse contra el frío. También es llamado pungchae y jeongpungcha. Aunque su forma es muy similar al del nambawi, el pungcha posee un bolkki sujeto a ambos lados de las orejas. Era vestido por los hombres yangban, la clase alta pero se expandió a los plebeyos incluidas las mujeres.
El pungcha está abierto en la parte superior por lo que no cubre la parte superior de la cabeza como otros gorros de invierno como nambawi,ayam, y jobawi. Cubre la frente, la parte posterior y las orejas, como también las mejillas mediante el bokki. El exterior es generalmente fabricado con una variedad de seda llamada dan, lana y un tejido hecho con corteza de kudzu.